# Bladverliezend

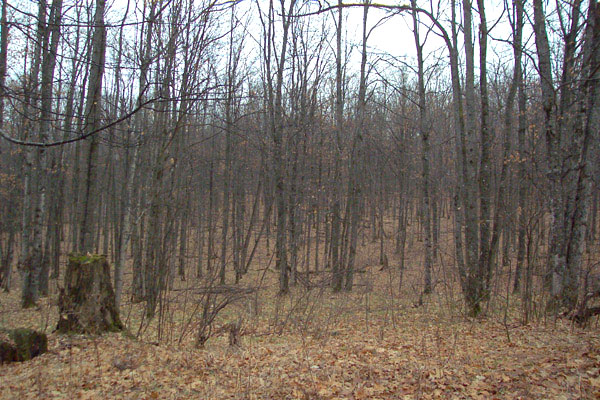
Loofbos nadat de bladeren zijn gevallen

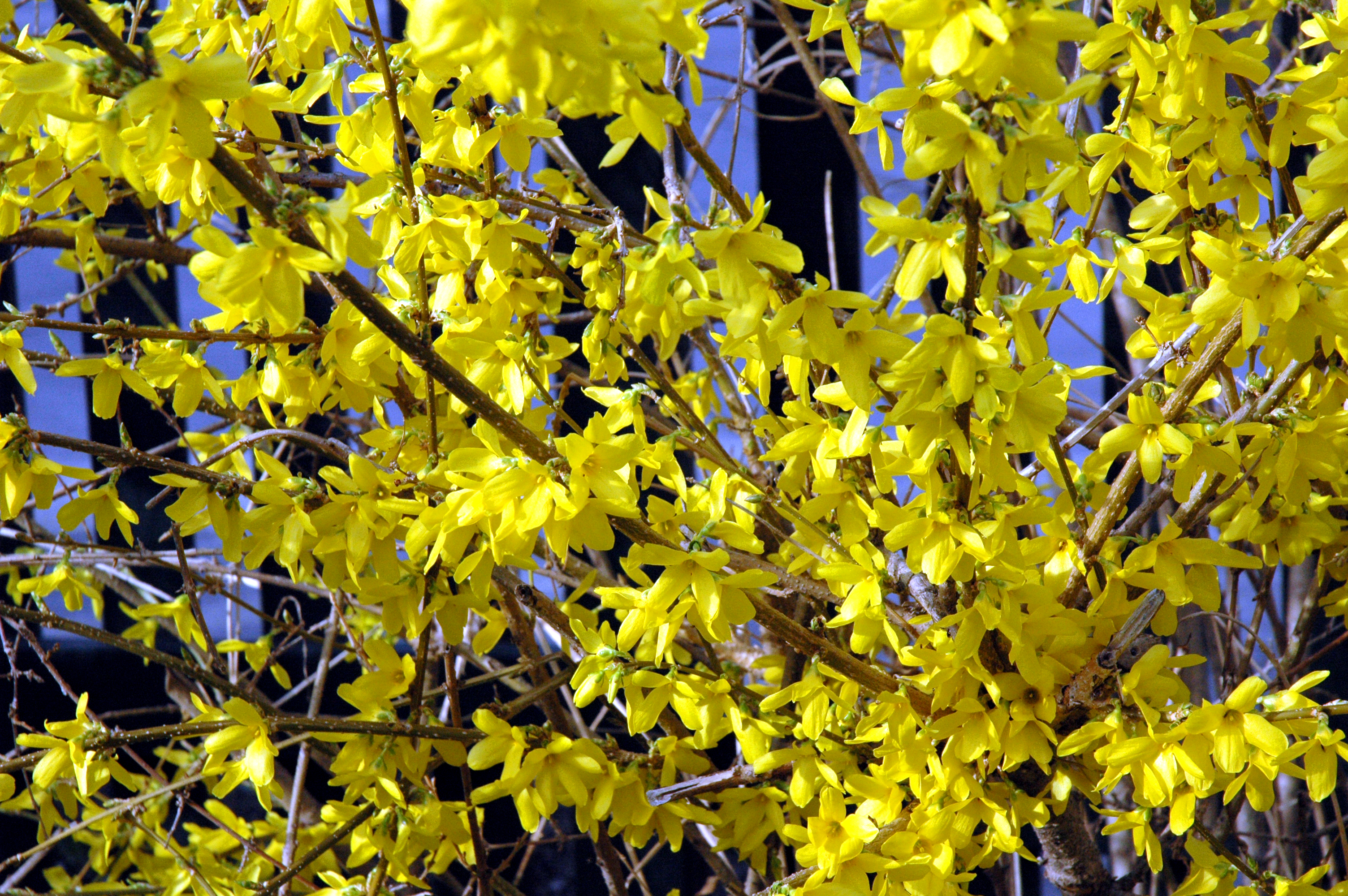
Forsythia bloeit gedurende het bladloze seizoen

Bladverliezend of loofverliezend is in de plantkunde de aanduiding voor planten die al hun bladeren laten vallen gedurende een periode van het jaar. Meestal gaat het om bomen en struiken. In sommige gevallen valt het bladverlies samen met de winterperiode zoals in gematigde klimaten en poolklimaten. In andere gevallen valt bladverlies samen met de droge periode in klimaten met een seizoensvariatie in regenval. Het tegenovergestelde van bladverliezend is groenblijvend. Planten die tussen deze categorieën invallen, zijn semi-groenblijvend. 
Veel bladverliezende planten bloeien gedurende de periode dat ze geen bladeren hebben, omdat dit de kans op bestuiving vergroot. De afwezigheid van bladeren vergroot de kans op windbestuiving bij planten die daar gebruik van maken en vergroot de zichtbaarheid van de bloemen voor insecten bij planten die door insecten worden bestoven. Deze strategie is niet risicoloos omdat bloemen kunnen worden beschadigd door vorst of door droogte gedurende het droge seizoen. Desondanks kunnen planten het verlies aan water beperken met het verlies van bladeren.